# Сельское поселение «Цаган-Челутай»
Сельское поселение «Цаган-Челутай» (бур. Сагаан Шулуутын hомон) — муниципальное образование в составе муниципального района «Могойтуйский район» Агинского Бурятский округа в Забайкальском крае Российской Федерации.
Административный центр сельского поселения — село Цаган-Челутай.

## География
Территория — 3243 га. Представляет собой равнины и плоскогорья.

## Население
| 2010  | 2011  | 2012  | 2013  | 2014  | 2015  | 2016  |
| ----- | ----- | ----- | ----- | ----- | ----- | ----- |
| 1736  | ↘1729 | ↘1721 | ↘1678 | ↘1662 | ↘1645 | ↘1625 |
| 2017  | 2018  | 2019  | 2020  | 2021  |       |       |
| ↘1602 | ↘1590 | ↘1562 | ↘1525 | ↘1168 |       |       |

## Состав сельского поселения
| № | Населённый пункт | Тип населённого пункта       | Население |
| - | ---------------- | ---------------------------- | --------- |
| 1 | Бильчиртуй       | село                         | ↘460      |
| 2 | Известковое      | село                         |           |
| 3 | Толон            | село                         |           |
| 4 | Цаган-Челутай    | село, административный центр | ↘1069     |

## Местное самоуправление
Глава администрации сельского поселения — Барадиев Бато Базарович. Председатель Сельского Совета — Гонгоров Батомунко Гонгорович.

## Экономика и инфраструктура
- колхоз «Дружба». Руководитель Жапов Нима Дашиевич.
- При администрации сельского поселения созданы МУП ЖКХ, СПКК «Мир», пожарный пост.
- Ведутся работы по созданию здесь совместного российско-китайского предприятия по производству цемента[14].

## Социальная сфера
- Цаган-Челутайская средняя общеобразовательная школа с пришкольным интернатом, детский сад, врачебная амбулатория. Выпускник школы — Герой России Андрей Днепровский.

## Транспорт
К востоку от территории муниципального образования проходят пути — Читинского отделения Забайкальской железной дороги, в нескольких километрах от административной границы сельского поселения есть Разъезд 71, где останавливается пассажирский поезд.